# Шамалов Кирило Миколайович
Кирило Миколайович Шамалов (22 березня 1982 , Ленінград ) — російський підприємець, у рейтингу найбагатших російських бізнесменів у 2018 році посідав 75-е місце (1400 млн доларів). Станом на 2018 рік за версією Forbes наймолодший доларовий мільярдер Росії. До 2018 року — імовірний зять Президента Росії Володимира Путіна.
Станом на 2019 рік Кирило Шамалов не є доларовим мільярдером, Forbes оцінює його статки в 950 млн доларів.
Молодший син Миколи Шамалова. З 2014 року — член ради директорів ПАТ «СІБУР Холдинг», член ради директорів ТОВ «РЦК», Президент ТОВ «Ладога Менеджмент».

## Біографія
2004 року закінчив Санкт-Петербурзький державний університет за спеціальністю «юриспруденція».
Трудову діяльність розпочав юристом у 2002 році у ВАТ «Газпром».
2004 року працював у ФГУП «Рособоронекспорт» у регіональному департаменті, де займався питаннями військово-технічного співробітництва з країнами Західної Європи.
У 2005 році працював юристом в АБ «Газпромбанк».
У 26 років Шамалов обійняв посаду віце-президента «Сібура» з адміністративної підтримки бізнесу.
У вересні 2014 року Кирило Шамалов придбав 17 % «Сибура» у мільярдера Геннадія Тимченка . Надалі свою частку в холдингу Шамалов продав Леоніду Міхельсону.
14 квітня 2016 року був опублікований 13-й за рахунком рейтинг 200 найбагатших бізнесменів Росії, складений Forbes. Шамалов у ньому опинився на 64 місці зі статком у $1,2 млрд. До мільярдерів він потрапив у тому році вперше, посівши у світовому рейтингу мільярдерів 2016 року 1476 місце. У рейтингу 200 найбагатших бізнесменів Росії 2017 року бізнесмен спустився на 74 місце, незважаючи на те, що його статки за рік зросли на 100 млн доларів. У рейтингу 2018 року Шамалов вже 75-й, статки за рік зросли ще на 100 млн доларів і становили 1400 млн доларів. Станом на 2019 рік Кирило Шамалов не є доларовим мільярдером, Forbes оцінює його статки в 950 млн доларів.

## Санкції
Шамалов Кирило Миколайович — заступник голови правління ПАТ «Сибур Холдинг», найбільшої інтегрованої нафтохімічної компанії Росії. Таким чином, він є провідним бізнесменом, задіяним у секторах економіки, які забезпечують значне джерело доходів для уряду Російської Федерації.
6 квітня 2018 року Кирило Шамалов був включений до списку санкцій США в числі 17 чиновників і 7 бізнесменів з Росії.
8 квітня 2022 року доданий до санкційного списку Євросоюзу.
19 жовтня 2022 року доданий до санкційного списку України.

### Особисте життя
За даними агентства Bloomberg, Кирило Шамалов одружений, його дружина — Катерина Тихонова, яка, на думку ряду джерел, може бути дочкою Володимира Путіна. За даними Reuters, весілля Тихонової і Шамалова відбулося в лютому 2013 року на гірськолижному курорті «Ігора» поблизу Санкт-Петербурга.
За неофіційними даними агентства Bloomberg, Тихонова розлучилася з Шамаловим у січні 2018 року, цю подію агентство пов'язує з таємними фінансовими угодами в компанії «Сибур».
Російська версія журналу Tatler у січні 2018 року повідомила, що у Шамалова зав'язалися відносини з Жанною Волковою, з якою він одружився того ж року. Жанна — колишня дружина заступника голови департаменту охорони здоров'я з будівельних питань мерії Москви Сергія Волкова. У шлюбі — Шамалова. Розлучилися влітку 2021 після захоплення Шамаловим Неллі Давидовою, засновницею лабораторії успіху Succes Lab. Офіційно не розлучені.

## Витік архіву електронної пошти
7 грудня 2020 видання «Важливі історії» опублікувало розслідування, засноване на особистому листуванні Кирила Шамалова (архів його електронної пошти, що містить більше 10 тисяч листів з 2003 по 2020 рік). Можливо, що поштова скринька Шамалова була зламана хакерами ще в 2018 році, а логін і пароль до неї знаходилися в так званій «Колекції № 1» — гігантській базі даних зламаних облікових записів електронної пошти.